# Композиција (музика)
Реч композиција (ен. фр. composition) има двојако значење: 
1. Музичко дело. Оно може бити: вокално, вокално-инструментално и инструментално. Особа која ствара композицију назива се композитор. Музички образовани композитори композиције бележе нотама, из којих свирају музичари извођачи. 
Композиција може бити мала форма, као што је песма, а може бити и сложена форма, као што су симфонија, кантата, опера или ораторијум.
Постоје народне, забавне, џез и класичне композиције. Зависно од намене и броја извођача, оне се деле на:
- Солистичке композиције, писане су за соло инструмент или соло глас, а могу бити и уз пратњу неког инструмента или оркестра.
- Камерне композиције, писане су за заједничко музицирање у малим саставима (дуо, трио, квартет итд.).
- Оркестарске композиције, писане су и аранжиране (оркестриране) за оркестре.
- Хорске композиције које су писане и аранжиране само за хор без пратње, зову се а капела (a cappella); док хорске композиције могу бити и уз пратњу неког инструмента или оркестра.

2. Наука о компоновању. Као предмет, предаје се и изучава у музичким школама и на факултетима, на одсеку за композицију. Ту настају музички образовани кадрови - композитори.